# 武之橋停留場
武之橋停留場（日语：／ Takenohashi teiryūjō */?），又稱武之橋電車站，是位於鹿兒島縣鹿兒島市高麗町，鹿兒島市交通局（鹿兒島市電）第一期線和谷山線的電車站。車站編號為I11。從前此電車站設有連接舊交通局的路軌。

## 歷史
- 1912年12月1日 - 鹿兒島電氣軌道設置此電車站。
- 1914年7月3日 - 鹿兒島電氣軌道武之橋至山之口馬場（廢止）之間開通，使成為中途站。
- 1928年7月1日 - 鹿兒島市電氣局接管路線。
- 1933年1月 - 改組成為鹿兒島市交通課車站。
- 1956年5月10日 - 改組成為鹿兒島市交通局車站。

## 電車站構造
此電車站設有2面2線的相對式低地台月台。兩月台上設有電車接近顯示器和廣播系統。兩月台可讓輪椅人士上落。但是電動輪椅人士由於月台寬度問題使不能使用此電車站。

### 運行系統
此電車站是第一期線和谷山線電車站之一。■1系統會駛入此站，並直通至另一條路線內。

## 使用狀況
| 1日上下車人次變化 | 1日上下車人次變化 |
| 年度              | 1日平均人次       |
| ----------------- | ----------------- |
| 2011年            | 674               |
| 2012年            | 699               |
| 2013年            | 685               |
| 2014年            | 697               |
| 2015年            | 681               |

## 電車站周邊
電車站名稱取自在江戶時代的石橋「武之橋」（參見甲突川五石橋），後來於1993年8月6日因暴雨（8.6豪雨）而沖走。

## 巴士路線
鹿兒島市營巴士二中通巴士站
- 13號線（天保山線）
- 14號線（谷山線）
- 15號線（東紫原線）
- 15-2號線（東紫原線）
- 16號線（鴨池港、文化會堂線）
- 16-2號線（鴨池港、文化會堂線，經中央站）
- 18號線（大學醫院線）
- 19號線（南紫原線）
- 20號線（綠丘、鴨池港線）
- 28號線（伊敷、鴨池港線）
- 29號線 (伊敷新城、鴨池港線）
- 30號線（明和、鴨池港線）
- 33號線（慈眼寺、與次郎線）

## 相鄰電車站
鹿兒島市交通局
鹿兒島市電■1系統
新屋敷（I10）－武之橋（I11）－二中通（I12）

## 注腳
1. ↑  国土数値情報(駅別乗降客数データ)  （页面存档备份，存于）（日語） - 國土交通省，2018年12月10日參閲

## 外部連結
- 鹿兒島市交通局 （页面存档备份，存于）（日語）